# باباشمس
باباشمس، روستایی در دهستان زنگوان بخش کارزان شهرستان سیروان در استان ایلام ایران است.از برجسته ترین شخصیت های این روستا در قبل از انقلاب مظفر صادقخانی سپس حسین صادقخانی بودند که مالک اصلی زمین های روستا و کدخدای این ناحیه بودند. در زمان محمدرضا پهلوی به دستور مستقیم شاه تمام بزرگان روستاهای ایلام را فراخواندند و اسناد املاک و زمین های این روستا به مظفر صادقخانی اهدا گردید

## جمعیت
بر پایه سرشماری عمومی نفوس و مسکن در سال ۱۳۹۵، جمعیت این روستا برابر با ۲۰۳ نفر (۴۵ خانوار) بوده است.